# Карпиноне
Карпиноне (итал. Carpinone) је насеље у Италији у округу Изернија, региону Молизе.
Према процени из 2011. у насељу је живело 1131 становника. Насеље се налази на надморској висини од 655 м.

## Становништво
| 1936. | 1951. | 1961. | 1971. | 1981. | 1991. | 2001. | 2011. |
| ----- | ----- | ----- | ----- | ----- | ----- | ----- | ----- |
| 2.378 | 2.381 | 1.843 | 1.311 | 1.220 | 1.296 | 1.254 | 1.226 |